# Susette La Flesche

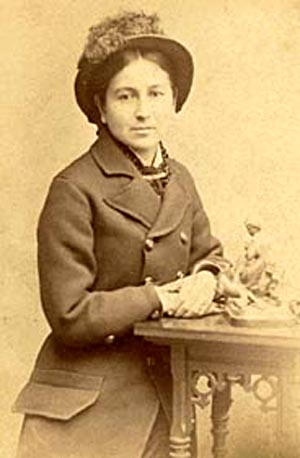
Suzette La Flesche Tibbles

Susette La Flesche, auch Inshta Theumba oder Bright Eyes (Leuchtende Augen) genannt (* 1854 bei Bellevue, Nebraska; † 26. Mai 1903 im Omaha-Reservat in Nebraska), war eine Reformerin, Autorin und Dozentin, die sich ihr Leben lang für die Menschenrechte der nordamerikanischen Indianer einsetzte. Ihr Vater, Joseph La Flesche, war der Sohn eines französischen Händlers und einer Omaha-Indianerin und ihre Mutter, Mary Gale, war die Tochter eines Armeearztes und einer Omaha-Iowa-Frau.
Joseph La Flesche oder Iron Eyes (Eiserne Augen) war Häuptling der Omaha, eines Indianerstamms in Nebraska, und lebte als traditioneller Indianer, doch er war überzeugt davon, dass die Omaha die Kultur der Weißen übernehmen sollten. Trotzdem erzog er seine Kinder zunächst zu Hause nach den Traditionen der Omaha. Sie erhielten jedoch später eine Ausbildung in der presbyterianischen Missionsschule im Reservat, in dem sie Englisch sprechen und schreiben lernten. Susette und zwei ihrer Schwestern wurden danach auf eine weiterführende private Schule in Elizabeth im Bundesstaat New York geschickt. Nach ihrem Abschluss kehrte Susette in das Reservat zurück und wurde Lehrerin an der staatlichen Omaha Indian School.
1878 unternahm Susette gemeinsam mit ihrem Vater eine private Reise in das Indianerterritorium, nachdem sie von den Problemen der dort lebenden Ponca gehört hatte. Die Ponca, eng mit den Omaha verwandt, waren im vergangenen Jahr aus ihrem Stammesland zwangsweise umgesiedelt worden und litten unter Krankheiten und Hungersnot. Die dort herrschenden Zustände waren der Auslöser für Susettes spätere Aktivitäten, mit dem Ziel, mehr Gerechtigkeit für die indianische Bevölkerung zu erreichen. 1879 verfasste sie eine Petition im Namen der Omaha und veröffentlichte die bei den Ponca herrschende Notlage, die durch Fehlentscheidungen der Regierungsbehörden entstanden war.
Gemeinsam mit Thomas Henry Tibbles, einem Reporter beim Omaha Herald, gelang es Susette, eine Gruppe von inhaftierten Ponca unter Häuptling Standing Bear zu befreien, die nach ihrer Rückkehr nach Nebraska von Militär gefangen genommen wurden. Susette war Dolmetscherin vor Gericht im Verfahren gegen Standing Bear. Das Gericht entschied zugunsten der Indianer, ein Urteil, das seinerzeit Aufsehen erregte und einen Präzedenzfall für die Zivilrechte der nordamerikanischen Indianer darstellte. Susette wurde unter dem Namen Bright Eyes bekannt. Kurz darauf unternahm Susette, begleitet von ihrem Bruder Francis La Flesche und Häuptling Standing Bear eine Reise zu den großen Städten im Osten, unter anderen New York und Boston, um Vorträge gegen die Indianerpolitik der Regierung zu halten, verbunden mit der Forderung, den nördlichen Stämmen aus dem Indianerterritorium die Rückkehr in ihre Stammesgebiete zu erlauben.
Im Juli 1881 heiratete sie Thomas Tibbles und das Paar ging bald danach auf eine ausgedehnte Reise durch Nordamerika und nach Großbritannien, auf der sie mit Vorträgen und Zeitungsartikeln auf die Notlage der nordamerikanischen Indianer aufmerksam machten. Ihre Arbeit sicherte 1887 die Durchsetzung des Dawes Acts (Dawes Gesetz), von dem man annahm, dass es die Lebensbedingungen der Indianer verbessern würde. Von 1893 bis 1895 lebten die Tibbles in Washington, D.C., wo Thomas als Zeitungskorrespondent arbeitete.
Die meiste Zeit der folgenden Jahre verbrachte das Ehepaar Tibbles in Bancroft im Omaha-Reservat, obwohl sie ein Haus in Lincoln in Nebraska besaßen. Sie starb am 26. Mai 1903 im Alter von 49 Jahren und gilt als erste Frau, die sich für die Rechte der Ureinwohner einsetzte.